# ريتشارد ويلسون-سميث
ريتشارد ويلسون-سميث هو صحفي وسياسي كندي، ولد في 1852 في جزيرة أيرلندا في المملكة المتحدة، وتوفي في 12 سبتمبر 1912 في سانت أغاث دس مونتس في كندا. انتخب عمدة مونتريال ‏ (1896 – 1898).